# Ilie Subășeanu
Ilie Subășeanu (né le 6 juin 1906 à Temesvár en Autriche-Hongrie (aujourd'hui Timișoara en Roumanie) et mort le 10 décembre 1980) était un joueur international roumain de football.

## Biographie
Il est un attaquant international roumain, ainsi que de l'Olimpia Bucarest pendant les années 1930, et joue avec l'équipe de Roumanie pour la coupe du monde de 1930, qui tombe dans le groupe du Pérou et de l'Uruguay.